# Ferdinando Beneventano del Bosco
Ferdinando Beneventano del Bosco (Palermo, 3 marzo 1813 – Napoli, 8 gennaio 1881) è stato un generale italiano dell'Esercito delle Due Sicilie e protagonista della resistenza del Regno delle Due Sicilie contro la Spedizione dei Mille e l'intervento piemontese.

## Biografia
Proveniente da una nobile famiglia di origine siracusana, nacque a Palermo nel 1813 da Aloisio Beneventano dei baroni del Bosco e da Marianna Roscio. Con la famiglia si trasferì a Napoli, dove all'età di nove anni (1822) entrò come allievo nella Reale Accademia della Nunziatella. Al termine del periodo di formazione, fu nominato secondo tenente e assegnato ai granatieri della Guardia.
Di carattere volitivo ed aggressivo, dotato di una naturale propensione al comando, dovette tuttavia lasciare temporaneamente i ruoli per rifugiarsi a Malta, dato non aveva rispettato la proibizione di partecipare a duelli. Rientrato a Napoli dopo la sospensione del provvedimento disciplinare durato tre anni, poté proseguire la propria carriera, raggiungendo il grado di capitano dell'Esercito delle Due Sicilie nel 1848.
Prese parte alla repressione della rivoluzione siciliana di quell'anno, durante la quale si comportò encomiabilmente partecipando all'assedio di Messina, durante il quale subì una lieve ferita. Ottenne l'elogio del generale comandante in capo delle truppe borboniche Carlo Filangieri, per il proprio comportamento durante i combattimenti del 1849. Durante l'assalto a Taormina chiese inutilmente di guidare la prima ondata, a Catania fu in primissima linea nell'attacco ad una barricata e conseguì in sequenza due importanti successi nella zona di Monserrato e di Punta Verde.
Repressa la rivolta, nel 1850 del Bosco fu tra i pochi (tra essi anche l'alfiere Michele Bellucci, altro ex-allievo della Nunziatella) ad essere decorati con la medaglia d'oro di prima classe dal re Ferdinando II delle Due Sicilie, il quale lo creò inoltre cavaliere di S. Ferdinando e S. Giorgio.
Nel 1858 promosso maggiore, fu al comando del battaglione di stanza a Monreale. Così nell'aprile 1860 represse i rivoltosi della Gancia e nel maggio combatté contro i garibaldini nella presa di Palermo. Promosso tenente colonnello fu inviato al comando di tre battaglioni a rinforzare il forte di Milazzo e il 20 luglio si scontrò con la colonna Medici nella battaglia di Milazzo e fu costretto e riparare nel forte, fino a quando un ufficiale inviato da Napoli trattò la resa con i garibaldini. Del Bosco con le truppe borboniche si poté imbarcare per Napoli, dove fu promosso generale di brigata. Arrestato e subito rilasciato all'ingresso di Garibaldi a Napoli, nel novembre 1860 si recò alla fortezza di Gaeta per combattere a fianco di Francesco II.
Due mesi dopo però ci fu la resa e lui seguì il re a Roma fino a quando fu espulso da Pio IX dallo stato della Chiesa nel settembre 1861, e del Bosco continuò a organizzare il movimento antiunitario, forte della fama di essere stato uno dei pochi ufficiali borbonici a non essere fuggito dinanzi a Garibaldi. In seguito all'espulsione, nonostante i tentativi e le suppliche, girovagò per varie città estere: è nota la sua permanenza a Trieste, Madrid e Barcellona e anche in Marocco. Non è noto quando tornò a Napoli, ma è certo che vi trascorse gli ultimi anni della sua vita e che vi morì l'8 gennaio 1881.